# Adiós, Mr. Chips (película de 1969)
Adiós, Mr. Chips es una película musical de 1969 dirigida por Herbert Ross. El guion, de Terrence Rattigan, está basado en la novela homónima publicada por James Hilton en 1934 y que había sido adaptada a la pantalla por primera vez en 1939.

## Argumento
Un estricto maestro (Peter O´Toole) de una prestigiosa escuela de varones en la Inglaterra de la preguerra se entrega totalmente a su carrera y olvida su vida privada. Un viaje, que él considera será solo educativo, le cambiará la vida. Conocerá el amor de una mujer (Petula Clark), reconocida cantante del varieté londinense, quien dejará todo para vivir el amor con su maestro.

## Reparto
- Peter O'Toole
- Petula Clark
- Michael Redgrave
- Alison Leggatt
- Siân Phillips
- Michael Bryant
- George Baker
- Patricia Hayes

## Diferencias entre la novela y la película de 1939
El guion de Terence Rattigan es una desviación importante de la trama simple de la novela de Hilton. El marco temporal de la historia original avanzó varias décadas, ahora comienza en la década de 1920, continúa hasta la Segunda Guerra Mundial y termina a fines de la década de 1960. Además, no muestra la primera llegada de Chipping a la Escuela Brookfield, sino que comienza con él como un miembro establecido del personal docente. Además, el personaje de Katherine Bridges se ha transformado en un soubrette de music hall. En la película anterior de 1939, como en la novela, Katherine muere en el parto, después de un matrimonio mucho más corto.